# Auvers (Mancha)
Auvers é uma comuna francesa na região administrativa da Normandia, no departamento da Mancha. Estende-se por uma área de 18,76 km². Em 2010 a comuna tinha 686 habitantes (densidade: 36,6 hab./km²).